# Daptolestes feminategus
Daptolestes feminategus — вид двокрилих комах родини ктирів (Asilidae). Описаний у 2020 році.

## Назва
Вид названо на честь супергероїні кіновсесвіту Марвел Чорної вдови (feminategus з латини перекладається як «жінка, одягнена в шкіру»).

## Поширення
Ендемік Австралії.